# Las golondrinas
Las golondrinas (Les orenetes) és una obra lírica, inicialment escrita com a sarsuela en tres actes i posteriorment ampliada a òpera, amb llibret de María Lejárraga en col·laboració amb el seu marit, Gregorio Martínez Sierra, i música del mestre José María Usandizaga. Es va estrenar com a sarsuela el 5 de febrer de 1914, al Teatro Circo Price de Madrid, i en versió òpera el 14 de desembre de 1929 al Gran Teatre del Liceu de Barcelona.

## Context
Després d'haver triomfat Usandizaga amb la seva òpera Mendi Mendiyan, va decidir insistir en la composició de música per a l'escena, i deixant de banda el seu anterior projecte, Costa Brava, del qual solament es conserven esbossos inconclusos, va treballar amb la millor parella de llibretistes de l'època, Gregorio Martínez Sierra i la seva esposa María Lejárraga, comptant a més amb el suport de la companyia lírica del Teatre Circo Price de Madrid, dirigida pel baríton barceloní Emilio Sagi i Barba i la seva esposa, la tiple valenciana Lluïsa Vela i Lafuente. Posteriorment, Ramón Usandizaga, germà de José María, va compondre la música pels fragments parlats, i l'obra es va presentar com a òpera en tres actes, estrenada al Gran Teatre del Liceu de Barcelona, el 14 de desembre de 1929.
El llibret es basa en la peça Saltimbanquis de Maria Lejárraga i Gregorio Martínez Sierra –un drama romàntic ambientat en el circ–, publicada en el volum Teatro de ensueño (1905), i després desenvolupada ja tal com a llibret d'un nou drama, escrit conjuntament amb Santiago Rusiñol, en català, amb el títol Ocells de pas, estrenat a Barcelona en 1908. En aquesta obra, Rusiñol i Martínez Sierra (de fet, Rusiñol i Lejárraga), es van apropar més al realisme que venia imposant-se en l'escena espanyola. L'estil musical mostra influències de l'escola francesa, de la Schola Cantorum de Vincent d'Indy, i del verisme, recordant per la seva temàtica a l'òpera Pagliacci de Ruggero Leoncavallo. La seva música és d'amplis vols simfònics, destacant la riquesa instrumental i sonora, buscant nous camins dins de la renovació del gènere líric espanyol. Dels seus números es pot destacar la «Pantomima» de l'Acte II, la romança de Lina En viejas memorias pierdo, el «racconto» de Puck Se reia i la seva ària Caminar.

## Personatges
| Paper          | Tessitura    | Intèrprets de l'estrena com a sarsuela, 5 de febrer de 1914 (Director: Juan Antonio Martínez) |
| -------------- | ------------ | --------------------------------------------------------------------------------------------- |
| Lina           | soprano      | Lluïsa Vela                                                                                   |
| Cecilia        | mezzosoprano | Eva López                                                                                     |
| Puck           | baríton      | Emili Sagi-Barba                                                                              |
| Roberto        | baix         | Francisco Meana                                                                               |
| Juanito        | tenor        | Santos Asencio                                                                                |
| Un cavaller    | baríton      | Francisco Ruíz                                                                                |
| Leonor         |              | Enriqueta Blanc                                                                               |
| Boby           |              | Luis Llaneza                                                                                  |
| Ecuyere        |              | Urdazpal                                                                                      |
| Regisseur      |              | José Alted                                                                                    |
| Un excèntric   |              | Mariano Siñueza                                                                               |
| Un malabarista |              | Roberto Boti                                                                                  |

Decorats de Martínez Garí, vestuari de Vila, direcció escènica d'Emili Sagi-Barba.
| Paper       | Tessitura    | Intèrprets de l'estrena com a òpera, 14 de desembre de 1929 (Director: Alfredo Padovani) |
| ----------- | ------------ | ---------------------------------------------------------------------------------------- |
| Lina        | soprano      | Fidela Campiña                                                                           |
| Cecilia     | mezzosoprano | Matilde Revenga                                                                          |
| Puck        | baríton      | Carlo Galeffi                                                                            |
| Roberto     | baix         | Aníbal Vela                                                                              |
| Juanito     | tenor        | Vicenç Gallofré                                                                          |
| Un cavaller | baríton      | Joan Gayolà                                                                              |

La direcció escènica va anar a càrrec de Rafael Moragas i Maseras, els decorats de Josep Castells i Sumalla i la direcció del cor d'Albert Capdevila. La pantomima va ser ballada pels cossos de ball russos i espanyols, amb l'escenografia de Teodoro Wassileff, sent els ballarins Bologovskaia i N. Stark, i les ballarines Helena Trutovskaia, N. Polesskaia, Olga Orlova, J. Labinskaia, A. Jourenieva, Fillipova, I. Blotzkaia, T. Barache.

## Argument[4]
Lloc: Espanya
Època:segle XX (època actual a la creació de l'obra)
El grup de protagonistes està format per l'empresari Roberto (45 anys), la seva filla Lina (18 anys), el seu fill Juanito (20 anys), Cecilia (24 anys) i Puck (25 anys).

### Acte I
L'escena representa l'interior d'una barraca de saltimbanquis a la plaça d'un poble castellà. Roberto, empresari de la companyia, balla en escena juntament amb Cecilia i Lina, dues noies que formen part de la companyia. Mentre arreglen la roba i els estris per la pròxima funció, ambdues parlen sobre l'errant vida de titellaires que porten. Cecilia és l'amant del pallasso Puck, director de la companyia, però somia amb una vida més alegre, envoltada de plaers i fortuna. En canvi Lina, filla de l'empresari, s'ha adaptat completament a l'ambient i manifesta trobar-se del tot satisfeta amb la seva sort.
Se senten rumors de gent al carrer i arriba la comparsa dels titellaires que torna d'anunciar la funció del vespre per tot el poble. Al seu front va Puck, empunyant un cornetí i muntat un ase pintat de zebra. Amb ell arriba Juanito redoblant el tambor que penja del seu coll. Es tracta d'un altre noi de la companyia, fill també de l'empresari. Mentre tots els reben amb gran gatzara, Cecilia queda a part en un racó, mirant-los amb menyspreu.
Puck arriba alegre i excitat pels trenta-dos pregons que acaba de fer al poble. S'acosta jovial a Cecilia, a qui estima cegament, tot i que sovint es susciten entre els dos disputes i picabaralles motivades per les ambicions d'ella. Queden els dos sols per tal d'assajar la funció de nit, però Cecilia, displicent, manifesta que no té ganes de treballar. El pallasso l'anima, manifestant-li de nou el gran amor que sent per ella i que l'omple de felicitat; ella en canvi evoca els seus somnis de riqueses i triomf, i sorgeix de nou la disputa. Se sent dins una cançó entonada per Lina, expressant una felicitat que contrasta amb el malestar dels amants, que tornen a discutir, fins que per fi Cecília expressa amb resolució el seu desig de separar-se de la companyia i marxar lluny, a la recerca de triomfs i plaers.
En arribar la baralla al seu punt àlgid, és interrompuda per l'entrada de Lina, qui pensa que Puck i Cecilia assagen una de les escenes de l'obra. Però al convèncer-se de que no es tracta d'una ficció s'interposa i els obliga a fer les paus. Roberto, mig ebri, mana a Puck que vagi a fer un altre pregó per la fira del poble. Aprofitant l'absència del seu amant, Cecilia es disposa a posar en obra els seus propòsits i comença a fer el farcell per escapar-se. Lina la sorprèn i endevina les seves intencions, que aquella no s'esforça a dissimular, fins que per fi manifesta decididament que es disposa a abandonar la companyia per no suportar més tanta misèria. Tots els esforços de Lina per dissuadir-la són inútils. Cecília surt precipitadament i Lina queda comentant la desgràcia que és aquesta marxa per a tots, i en especial per Puck. En un instant d'il·luminació, es revela en l'ànima de la noia que ella també està enamorada del pallasso, i es disposa a oferir-li el seu afecte en substitució del que Puck acaba de perdre.

### Acte II
Foyer d'un gran circ. La companyia de saltimbanquis ha assolit una gran fama, i els antics titellaires actuen ara en els principals circs amb el títol de "Família Sanders". Els artistes del circ estan assajant les seves diverses habilitats i piruetes; entre ells Juanito, vestit de pallaso ximple, amb el frac, i envoltat d'unes ballarines mores que es burlen d'ell fent-li l'amor de broma.
Apareix Puck, vestit de Pierrot, personatge de la pantomima que representen, i anuncia que la pantomima començarà en breu. Truca a la porta de la cambra de Lina, i surt ella vestida de Colombina. Tots dos es mostren molt satisfets del canvi de fortuna. Puck ha ascendit a autor i director de la companyia; sap correspondre amablement a les bondats de Lina, que es desvetlla de continu per endolcir-li la vida, malgrat que de tant en tant Puck es posa trist perquè el record de Cecilia no s'ha esborrat encara de la seva ment. Lina redobla els seus esforços per consolar-li i retornar-li l'alegria.
Torna Juanito, indignat per la ridícula figura que té amb el vestit de Putxinel·li, paper que li ha tocat a sort en la pròxima farsa. S'apaguen sobtadament els llums i canvia el quadre, apareixent la nova decoració amb la qual s'ha de representar la pantomima. Comença aquesta amb un pròleg a càrrec de Puck, en el qual fa la presentació i la descripció dels personatges, així com de l'assumpte que representaran: la "Tragèdia dels amors de Colombina, Putxinel·li i el pallasso Pierrot". Tot seguit es desenvolupa l'acció de la pantomima en la seva forma tradicional, i en el moment oportú se sent la serenata que Pierrot entona a la seva adorada Colombina.
En acabar la pantomima canvia de nou el quadre, apareixent l'anterior escena del foyer, desert ara per durar encara la representació. Arriba al foyer Cecilia, vestida ricament i acompanyada d'un elegant cavaller. Arriba contractada per debutar l'endemà en aquest circ. Al cap de poc se sent la cançó de Pierrot, i llavors Cecilia, en reconèixer la veu de Puck i descobrir quins formen la troupe, presa de forta excitació, marxa ràpidament amb el seu acompanyant.
Va entrant gent que surt de la funció, i tots aclamen Lina i Puck pel grandiós èxit obtingut. Queden tots dos sols en escena assaborint el triomf en un preciosa duo, en el qual Lina fa entreveure per fi a Puck la gran passió que sent per ell des de fa temps. Tot d'una se sent, venint de dins, el riure sarcàstic de Cecilia; Puck, sobreexcitat, reconeix la veu, i poc després es veu a Cecilia travessant l'escena pel fons, indiferent, del braç del cavaller. Puck intenta seguir-los, però Lina li deté amb violència i pretén dissuadir-lo. Puck la llança a terra i corre darrere de la seva antiga amant.

### Acte III
Camerino de Lina al circ. Roberto, l'empresari, és a l'escenari, i tornen de la representació Lina i Juanito. Lina cau defallida sobre un divan i Juanito li anuncia que ha d'arribar Cecília. Lina rep amb neguit la notícia i es mostra disposada a no transigir amb ella, caient en la major desesperació. Es presenta Cecília, molt elegant, i s'acosta amb afecte a Lina, però aquesta la rebutja en actitud hostil. Poc després arriba Puck, encara amb la disfressa de la pantomima, s'aproxima embogit a Cecilia i mana a Lina que els deixi sols.
Es produeix entre els antics amants una violenta escena. Puck recrimina a Cecilia haver-li fet traïció i la llançar amb violència a terra. Ella li contesta amb falses protestes d'amor i, desplegant totes les seves arts, malgrat l'enèrgica resistència d'ell, acaba per rendir-li. Surten abraçats de l'escena, ell en actitud descomposta, com sense adonar-se de la realitat, i ella en actitud orgullosa, com si Puck fos la seva caça.
En veure'ls junts, Lina, completament desenganyada, resol abandonar la companyia. Poc després torna Puck, descompost, amb aire de boig i es deixa caure defallit. Acudeix a ell Lina i després de retreure-li la seva acció, li confessa que l'estima amb tota la seva ànima, per sorpresa de Puck, qui havia cregut sempre que es tractava d'un afecte fraternal. Llavors ell, excitadíssim, li revela la veritat del que ha passat amb Cecilia: en convèncer-se per les paraules i burles de Cecilia de la falsedat d'aquella dona, en un rapte de desesperació, li ha donat mort.
Al propagar-se la notícia del crim, l'escena s'omple de curiosos, Puck es confessa culpable i, mentre li subjecten, Lina s'abraça a ell desesperadament, pretenent inútilment retenir-lo.

## Discografia
| Segell     | Any  | Versió   | Lina             | Puck             | Cecilia           | Roberto           | Juanito        | Un cavaller   | Direcció                | Codi                       |
| ---------- | ---- | -------- | ---------------- | ---------------- | ----------------- | ----------------- | -------------- | ------------- | ----------------------- | -------------------------- |
| Gramophone | 1914 | sarsuela | Lluïsa Vela      | Emili Sagi-Barba | Eva López         | Francisco Meana   | Santos Asencio |               | José María Usandizaga   |                            |
| Odeón      | 1929 | òpera    | Fidela Campiña   | Carlo Galeffi    | Mercedes Plantada | Augusto Gonzalo   |                |               | Albert Capdevila        | Blue Moon BMCD 7529 (1999) |
| Columbia   | 1954 | òpera    | Pilar Lorengar   | Raimundo Torres  | Ana María Iriarte | Nicolás Aldanondo | Carlos Munguía | A. Díaz Matos | Ataúlfo Argenta         | LCC 39-LCC 44              |
| Emi        | 1969 | sarsuela | Josefina Cubeiro | Vicenç Sardinero | Isabel Rivas      | Ramón Alonso      |                |               | Federico Moreno Torroba | 7243-5-74215-2-2           |